# Rohuwa
Rohuwa – gaun wikas samiti w środkowej części Nepalu  w strefie Dźanakpur w dystrykcie Sarlahi. Według nepalskiego spisu powszechnego z 2001 roku liczył on 444 gospodarstw domowych i 2517 mieszkańców (1193 kobiet i 1324 mężczyzn).